# کلاوس‌یورگن ووسو
کلاوس‌یورگن ووسو (آلمانی: Klausjürgen Wussow; ۳۰ آوریل ۱۹۲۹ – ۱۹ ژوئن ۲۰۰۷) هنرپیشه اهل آلمان بود. وی بازیگر فیلم‌هایی همچون درک بوده‌است.